# 佛州穴龟
佛州穴龟（英文名：Gopher tortoise；學名：Gopherus polyphemus）又名佛罗里達地鼠龜、地鼠穴龜，是穴龜屬下的一種生物，分佈在美國東南部。棲息環境包括大西洋沿岸沙地及杉木森林，沙脊和沙丘，以及長葉松林沼澤，棲地大多都含沙土質，非常乾燥。為草食性動物，以青草及果實為食。擅長挖掘棲息洞穴，深度約15米。野生佛州穴龟壽命超過35歲。

## 特徵
佛州穴龟龜甲長度15釐米，幼體甲長4釐米，最大甲長35釐米；重量2-6公斤。 佛州穴龟背甲圓隆而修長，顏色呈現黑褐色或黑灰色、棕色至茶色；而腹甲為單一黃色，盾片中央的顏色常常較淺。甲橋發育良好；通常有1枚腋盾。腹甲微黃；成體的喉盾遠遠超出背甲。頭部碩大，前端較鈍，棕灰色；眼睛的虹膜為深棕色。

## 繁殖
佛州穴龟繁殖季节於6月份，每窝产卵約15枚，孵化期约100天。

## 地理分布
分布在美国东南部，包括佛罗里达州、乔治亚州、南卡罗莱纳州、阿拉巴马州、密西西比州、路易斯安那州及佛罗里达州南部海岛，以佛罗里达州密度最高。

## 外部連結
- Enchanted Forest Nature Sanctuary: Gopher tortoise （页面存档备份，存于）
- Gopherus Polyphemus（页面存档备份，存于） Blog of the Digital Library of Georgia